# Secrétariat d'État impérial de l'Intérieur
Le secrétariat impérial de l'Intérieur (en allemand : Reichsamt des Innern) est l'administration suprême chargée des affaires de politique intérieure pour l'Empire allemand. Dirigé par un secrétaire d'État placé sous la tutelle du chancelier impérial, il s'agit donc d’une administration impériale et non d'un « ministère ». Le ministère de l'Intérieur du Reich a été fondé seulement en 1919, au temps de la république de Weimar.

## Histoire
Sur proposition du chancelier Otto von Bismarck, le Reichsamt des Innern est créé par arrêté de l'empereur Guillaume Ier du 24 décembre 1879. L'office, installé dans un palais au no  74 de la Wilhelmstraße à Berlin, est chargé des questions relatives aux affaires intérieures de l'Empire. 
Le responsable de l'office porte le titre de « secrétaire d'État » (Staatssekretär). Entre 1881 et 1916, il a également occupé la fonction de vice-chancelier. En 1881, un nouveau département consacré à la politique sociale a été créé sous le directeur Robert Bosse qui travaille intensivement aux premières lois du système de sécurité sociale bismarckien. 

## Secrétaires d'État
| Secrétaire d'État à l'office du Reich à l'Intérieur |                   |                  |
| Nom                                                 | Début             | Fin              |
| Karl Hofmann                                        | 24 décembre 1879  | 23 août 1880     |
| Karl Heinrich von Boetticher                        | 23 août 1880      | 1er juillet 1897 |
| Arthur von Posadowsky-Wehner                        | 1er juillet 1897  | 24 juin 1907     |
| Theobald von Bethmann Hollweg                       | 24 juin 1907      | 14 juillet 1909  |
| Clemens von Delbrück                                | 14 juillet 1909   | 22 mai 1916      |
| Karl Helfferich                                     | 22 mai 1916       | 31 octobre 1917  |
| Max Wallraf                                         | 1er novembre 1917 | 6 octobre 1918   |
| Karl Trimborn                                       | 6 octobre 1918    | 15 novembre 1918 |
| Hugo Preuß                                          | 15 novembre 1918  | 13 février 1919  |

## Sources
- (de) Cet article est partiellement ou en totalité issu de l’article de Wikipédia en allemand intitulé « Reichsamt des Innern » (voir la liste des auteurs).